# Caroline Schröder
Caroline Schröder (* 1962) ist eine deutsche Schauspielerin und Produzentin; sie lebt und arbeitet unter dem Namen Anne Caroline Weber in Beverly Hills.

## Leben
Vielen Zuschauern wurde sie durch die Rolle der Vera Krafft in der Fernsehserie Büro, Büro bekannt. Ab 1992 spielte sie die Rolle der Beatrice, Ex-Freundin des Hauptdarstellers Christoph (Mark Keller), in der ARD-Fernsehserie Sterne des Südens.
Caroline Schröder ist mit dem Filmproduzenten Marco Weber verheiratet und hat zwei Kinder. Die Familie lebt in Beverly Hills.

## Filmografie (Auswahl)
- 1988: Tatort – Tödlicher Treff (Regie: Bruno Voges)
- 1988–1993: Büro, Büro
- 1990: Tatort – Schimanskis Waffe (Regie: Hans Noever)
- 1992: Sterne des Südens
- 1995: Frankenberg – Unter Verdacht
- 1996: Gegen den Wind – Maui